# (978) Айдамина
(978) Айдамина (лат. Aidamina) — астероид главного пояса, принадлежащий к редкому спектральному классу PF. Астероид был открыт 18 мая 1922 года советским астрономом Сергеем Ивановичем Белявским в Симеизской обсерватории, в Крыму и назван в честь в честь друга семьи первооткрывателя Аиды Минаевой.

## Открытие
После обнаружения в Крыму двенадцатью ночами позже астероид было независимо обнаружен Максом Вольфом в Гейдельбергской обсерватории в Германии. В 1906 году астероид впервые был замечен в Гейдельбергской обсерватории и зафиксирован как объект A906 VB.

## Спектральный класс
Астероид принадлежит к очень редкому спектральному классу PF. В базе данных JPL НАСА для малых тел с этим спектральным классом присутствует только этот астероид. Это переходный класс между углеродистым астероидами спектрального класса F и тёмными железными астероидами редкого спектрального класса P.
Астероид характеризуется низким альбедо 0,027 и ровным красноватым спектром (B-V)=0.677, (U-B)=0.252

## Вращение
В 2014 году получена довольно асимметричная двухмодальная кривая блеска астероида, на основе которой определён период вращения, равный 10,098 часа с изменением яркости на 0,24 величины.